# Памятник воинам-землякам (Намцы)
«Памятник воинам-землякам, погибшим в годы Великой Отечественной войны (1941—1945 гг.)» — мемориальный комплекс, посвящённый памяти воинов погибших в годы Великой Отечественной войны в селе Намцы, Ленского наслега, Намского улуса, Республики Саха (Якутия). Памятник истории регионального значения.

## Общая информация
После завершения Великой Отечественной войны в городах и сёлах республики Якутия стали активно возводить первые памятники и мемориалы, посвящённые павшим солдатам. Мемориал в селе Намцы Намского улуса был установлен в 1965 году по проекту скульптора Агафангела Ивановича Лукина силами и средствами местного населения. Открытие памятника было приурочено к празднованию 20-летия Победы в Великой Отечественной войне. Памятник расположен в селе Намцы Намского района по улице Октябрьской в парке средней школы № 2. Торжественные мероприятия села проводятся у данного мемориального комплекса. Вокруг меморила разбит и благоустроен сквер Победы.

## Описание памятника
Вся территория памятника выложена бетонными плитами. Сам монумент имеет двухступенчатое основание. На самой верхней ступени возведена рельефная композиция узоров, которая окрашена в серебристый цвет. Памятник установлен на прямоугольный вытянутый постамент. С лицевой стороны имеется барельеф. В верхней части размещён венок с красными лентами, изготовленный из бетона. Памятник исполнен в форме четырёхгранного прямоугольника, верхняя часть которого имеет усеченную форму. На стержне с лицевой стороны рельефная композиция, памятный знак в честь участников Великой Отечественной войны. Стелы из бетона расположены по обе стороны памятника, на них размещены барельефы, и звезда — символ советской армии. По семь бетонных плит расположены по обе стороны монумента. Они выложены керамическими плитами, на них установлены металлические таблички с количеством погибших воинов. У подножия памятника разместили пятиконечную звезду, в центре которой факел. У основания звезды находится пьедестал, облицованный вишнёвыми плитами. К памятнику обустроена аллея.
В соответствии с Постановлением Совета Министров Якутской АССР от 31 декабря 1976 года «О состоянии и мерах по улучшению охраны памятников истории и культуры Якутской ССР» памятник внесён в реестр объектов культурного наследия народов Российской Федерации и охраняется государством.